# Ctenophthalmus turcicus
Ctenophthalmus turcicus är en loppart som beskrevs av Jordan 1946. Ctenophthalmus turcicus ingår i släktet Ctenophthalmus och familjen mullvadsloppor. Inga underarter finns listade i Catalogue of Life.